# Minnesota Lynx 2000
La stagione 2000 delle Minnesota Lynx fu la 2ª nella WNBA per la franchigia.
Le Minnesota Lynx arrivarono seste nella Western Conference con un record di 15-17, non qualificandosi per i play-off.

## Roster
| N° | Naz.                   | Ruolo | Sportivo         | Anno | Alt. | Peso |
| -- | ---------------------- | ----- | ---------------- | ---- | ---- | ---- |
| 3  | Stati Uniti (bandiera) | G     | Shanele Stires   | 1972 | 173  | 68   |
| 4  | Stati Uniti (bandiera) | G     | Grace Daley      | 1978 | 168  | 67   |
| 5  | Stati Uniti (bandiera) | AC    | Andrea Lloyd     | 1965 | 188  | 75   |
| 10 | Stati Uniti (bandiera) | G     | Sonja Tate       | 1971 | 173  | 68   |
| 12 | Stati Uniti (bandiera) | A     | Angela Aycock    | 1973 | 188  | 73   |
| 13 | Stati Uniti (bandiera) | A     | Maylana Martin   | 1978 | 188  | 79   |
| 14 | Stati Uniti (bandiera) | G     | Kate Paye        | 1974 | 173  | 68   |
| 22 | Stati Uniti (bandiera) | G     | Betty Lennox     | 1976 | 173  | 66   |
| 24 | Stati Uniti (bandiera) | A     | Kristin Folkl    | 1975 | 188  | 88   |
| 25 | Stati Uniti (bandiera) | G     | Marla Brumfield  | 1978 | 173  | 60   |
| 30 | Stati Uniti (bandiera) | G     | Katie Smith      | 1974 | 180  | 82   |
| 40 | Stati Uniti (bandiera) | A     | Keitha Dickerson | 1978 | 180  | 75   |
| 44 | Stati Uniti (bandiera) | A     | Angie Potthoff   | 1974 | 188  | 84   |

## Staff tecnico
- Allenatore: Brian Agler
- Vice-allenatori: Kelly Kramer, Heidi VanDerveer